# Lepiarka jedwabniczka
Lepiarka jedwabniczka (Colletes daviesanus) – gatunek błonkówki z rodziny lepiarkowatych.

## Zasięg występowania
Gatunek palearktyczny, występuje w Europie i Azji. W Europie notowana w Austrii, Belgii, Bułgarii, Czechach, Danii, Finlandii, we Francji, w Grecji, Hiszpanii, Holandii, na Litwie, w Luksemburgu, Niemczech, Polsce, Rosji, na Słowacji, w Słowenii, Szwajcarii, Wlk. Brytanii, na Ukrainie, Węgrzech oraz we Włoszech (łącznie z Sycylią).
W Polsce pospolita w całym kraju, jest prawdopodobnie najliczniejszym krajowym gatunkiem z rodzaju Colletes.

## Budowa ciała
Osiąga 7-9 mm długości ciała. Odwłok dość wyraźnie zaostrzony na końcu, na tylnych krawędziach jego tergitów ficowate, poprzeczne przepaski. W przednim skrzydle trzy komórki kubitalne są podobnej wielkości.
Ubarwienie ciała czarne z kremowo-szaro-pomarańczowymi poprzecznymi przepaskami na tylnych tergitach odwłoka. głowa i tułów pokryte długimi, zwykle rudobrązowymi włoskami.

## Biologia i ekologia
Występuje na suchych, piaszczystych terenach: żwirowniach, brzegach wód, przydrożach, skarpach, nieużytkach, polanach, łąkach itp. Spotykana od czerwca do sierpnia.
Gatunek wyspecjalizowany pokarmowo, samice zbierają pyłek z kwiatów roślin z rodziny astrowatych.
Pasożytami gniazdowymi są min. mamrzyca północna i muchówka Miltogramma punctatum.